# Antequera (bướm đêm)
Antequera là một chi bướm đêm thuộc họ Cosmopterigidae.

## Hình ảnh

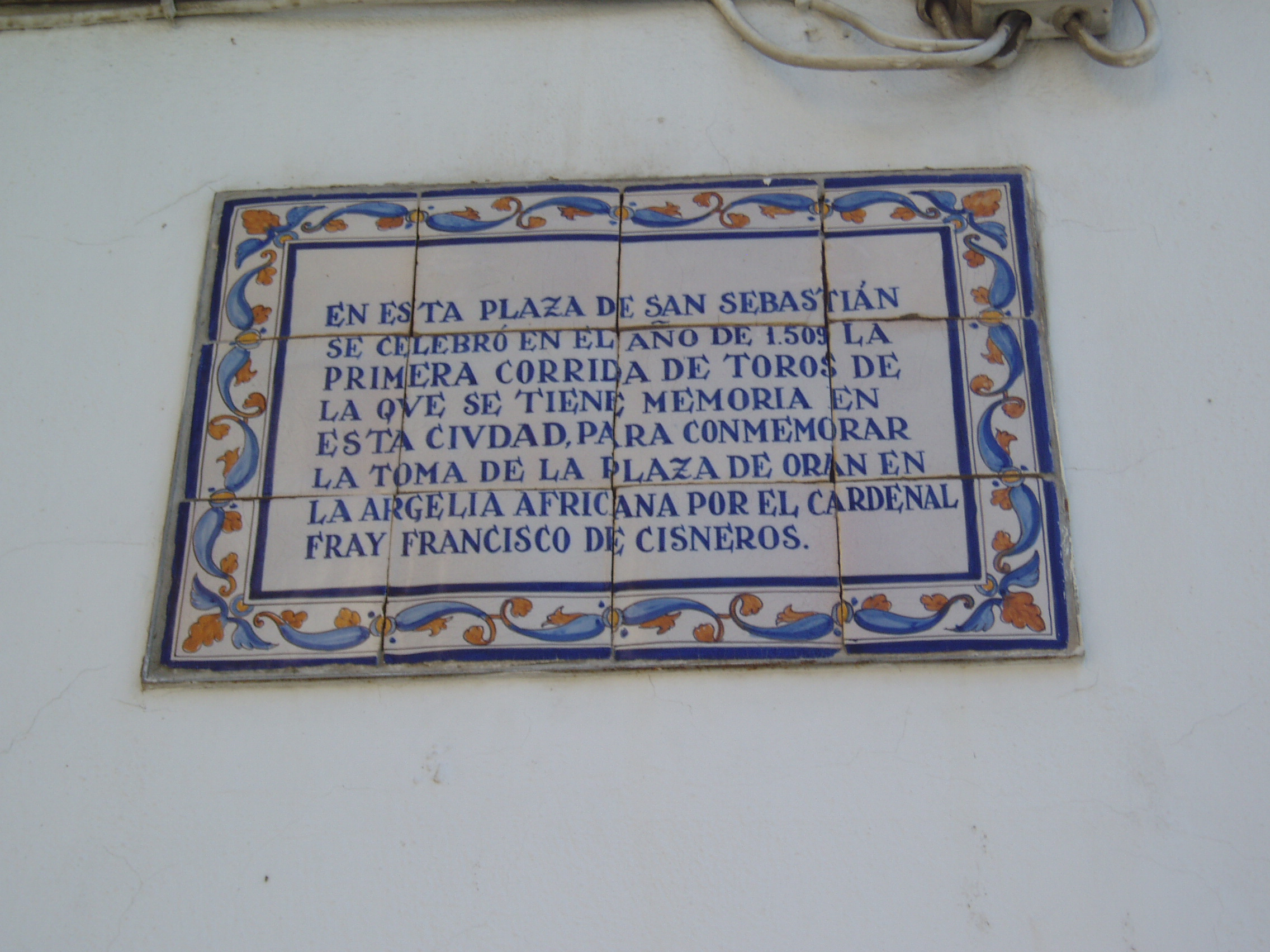